# Typhlocerus prodigiosus
Typhlocerus prodigiosus är en skalbaggsart som först beskrevs av Thomson 1868.  Typhlocerus prodigiosus ingår i släktet Typhlocerus och familjen långhorningar. Inga underarter finns listade i Catalogue of Life.